# Solana del Pino
Solana del Pino település Spanyolországban, Ciudad Real tartományban. Solana del Pino Andújar, Fuencaliente, Hinojosas de Calatrava és Mestanza községekkel határos. Lakosainak száma 332 fő (2024).

## Népesség
A település népessége az elmúlt években az alábbi módon változott:
| Lakosok száma | 540  | 442  | 415  | 408  | 427  | 363  | 342  | 324  | 322  | 332  |
|               | 2001 | 2004 | 2006 | 2009 | 2011 | 2014 | 2016 | 2019 | 2021 | 2024 |